# 오초희
오초희(1986년 4월 15일 ~ )는 대한민국의 방송인이다. 2010년 FIFA 월드컵때 '아르헨 응원녀'로 화제가 되었다.

## 학력
- 수원대학교 무용학과 학사[1]
- 동국대학교 영상대학원 연극연출 휴학

## 출연작

### 드라마 & 시트콤
- 《해운대 연인들》 (KBS2, 2012년) - 오종철의 여자친구 역
- 《솔로탈출 메뉴얼 PLAY GUIDE》 (tvN, 2013년) - 오초희 역
- 《최고다 이순신》 (KBS2, 2013년) - 윤코디 역
- 《무정도시》 (JTBC, 2013년)
- 《시트콩 로얄빌라》 (JTBC, 2013년)
- 《나만의 당신》 (SBS, 2014년) - 고은별 역
- 《어떤 안녕》 (드라마큐브, 2014년) - 제니 역
- 《냄새를 보는 소녀》 (SBS, 2015년) - 어우야 역
- 《소녀연애사》 (SBS Plus, 2015년)
- 《미세스 캅》 (SBS, 2015년) - 오아라 역
- 《보이스》 (OCN, 2017년) - 나정은 역
- 《블랙》 (OCN, 2017년) - 티파니 / 이영희 역
- 《손 the guest》 (OCN, 2018년) - 안유미 역
- 《본 대로 말하라》 (OCN, 2020년) - 김요한의 엄마 역
- 《불새 2020》 (SBS, 2020년) - 한나경 역
- 《크라임 퍼즐》 (olleh tv, Seezn, 2021년)

### 영화
- 《화려한 외출》 (2013년) - 제시카 역
- 《나의 사랑 나의 신부》 (2014년) - 강아지녀 역

### 방송
- 《데이트 쇼퍼》 (On Style)
- 《김구라의 쇼! 크라테스》 (KBS Joy)
- 《섹션TV 연예통신》 (MBC)
- 《롤러코스터 시즌 2》 (tvN)
- 《출발드림팀 시즌 2》 (KBS2)
- 《SNL 코리아 시즌3》 (tvN)
- 《스타일 배틀로얄 TOP CEO 2》 (FashionN)
- 《여보세요》 (JTBC)
- 《한판만 시즌 1》 (온게임넷)
- 《익스트림 7》 (MBC every1)
- 《한판만 시즌 2》 (온게임넷)
- 《켠김에 왕까지》 (온게임넷)
- 《미녀의 탄생 : 리셋》 (Trend E)

### 뮤직비디오
- 2009년 왁스 - 전화 한 번 못하니[2]
- 2013년 박재범 - Welcome